# Ricarda Funk
Ricarda Funk (Bad Neuenahr-Ahrweiler, 15 de abril de 1992) é uma canoísta alemã, campeã olímpica.

## Carreira
Funk conquistou a medalha de ouro nos Jogos Olímpicos de Verão de 2020 em Tóquio na prova de slalom K1 feminino com a marca de 105.50 na final. Ela também conquistou o título geral da Copa do Mundo na classe K1 em 2016 e 2017.